# أسكبوس

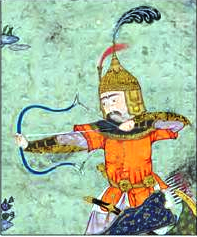
أشكبوس في شاهنامه الشاه طهماسب

أسكبوس أو أشكبوس (الفارسية: اشکبوس) هو بطل كيشاني في الشاهنامه الذي قاتل مع الإيرانيين في معركة كاموس كاشاني. الاسم في الملحمة أشكبوس وفي ترجمة البنداري للشاهنامه إلى العربية، ورد اسمه أسكبوس. في قصة كاموس، يقاتل أشكبوس أولًا مع رُهام [الإنجليزية] ويهزمه، لكنه هو نفسه هُزم وقتل على يد رستم الذي كان يقاتل سيرًا على الأقدام بدون رخش. كانت معركة رستم وأشكبوس خيارًا شائعًا في المنمنمات الفارسية. وقد اقترح أن الكاشانيين مرتبطون بإمبراطورية كوشان.